# 7331 Balindblad
A 7331 Balindblad (ideiglenes jelöléssel 1985 TV) a Naprendszer kisbolygóövében található aszteroida. Edward L. G. Bowell fedezte fel 1985. október 15-én.